# Санта Пола
Санта Пола (шп. Santa Pola) град је у Шпанији у аутономној заједници Валенсијанска Заједница у покрајини Аликанте. Према процени из 2017. у граду је живело 31 309 становника.

## Становништво
Према процени, у граду је 2017. живело 31 309 становника.
| 2017.  |
| ------ |
| 31.309 |

## Партнерски градови
- Мацара дел Вало